# Winternachten
Winternachten is een jaarlijks internationaal literatuurfestival in Den Haag, met schrijvers, muziek en film. Het festival vindt doorgaans plaats in Theater aan het Spui en de Nieuwe Kerk.

## Overzicht
Winternachten wordt georganiseerd door Writers Unlimited, een organisatie die zich sinds 1995 richt op het onderhouden en ontwikkelen van het netwerk van schrijvers uit Nederland en de 'verwantschapslanden' Indonesië, Suriname, Caribisch Nederland (de Nederlandse eilanden Bonaire, Sint Eustatius en Saba), Aruba en Zuid-Afrika. Vanaf 2008 betrok Stichting Winternachten ook Turkije en Marokko bij het schrijversnetwerk. 
Op het festival zelf is er veel aandacht voor de letteren in voormalige koloniën.
Tijdens het festival Winternachten komen schrijvers, filmmakers en musici uit bovengenoemde landen samen, waarbij gesprekken, debatten en voordrachten worden gehouden. Tijdens het festival Winternachten worden de Jan Campert-prijs uitgereikt, en het festival wordt tegenwoordig afgesloten met het Schrijversfeest.

## Edities
De eerste editie van het festival vond plaats in 1995 tijdens het tiendaagse festival Indië/Indonesië, waarbij Nederlandse en Indonesische schrijvers op een podium de slotavond verzorgden. De tweede editie vond plaats onder de naam 'Indische Winternacht 1997'.
In 2005 van 20 tot en met 22 januari traden op zo'n 60 schrijvers uit binnen en buitenland. Het motto van dat jaar was "Helden van de Geest." Dat jaar waren er o.a. gesprekken tussen P.F. Thomése en Bas Haring, en Freek de Jonge en Pieter-Dirk Uys.
In 2009 werd het festival gewijd aan het thema Fake en het "debat over manipulatie in de kunst, media en politiek, of de manipulatie van de waarheid."
In 2018 liep het literatuurfestival van  17 tot en met 20 januari. Onder het motto Who Wants to Live Forever? waren er op dertien Haagse podia  gesprekken te volgen, en optredens met proza, poëzie en film. Er traden zo'n 80 auteurs uit binnen- en buitenland op.

## Publicaties
- Tien jaar Winternachten: Winternachten, internationaal literatuurfestival Den Haag, Stichting Winternachten, 2005.

## Galerie

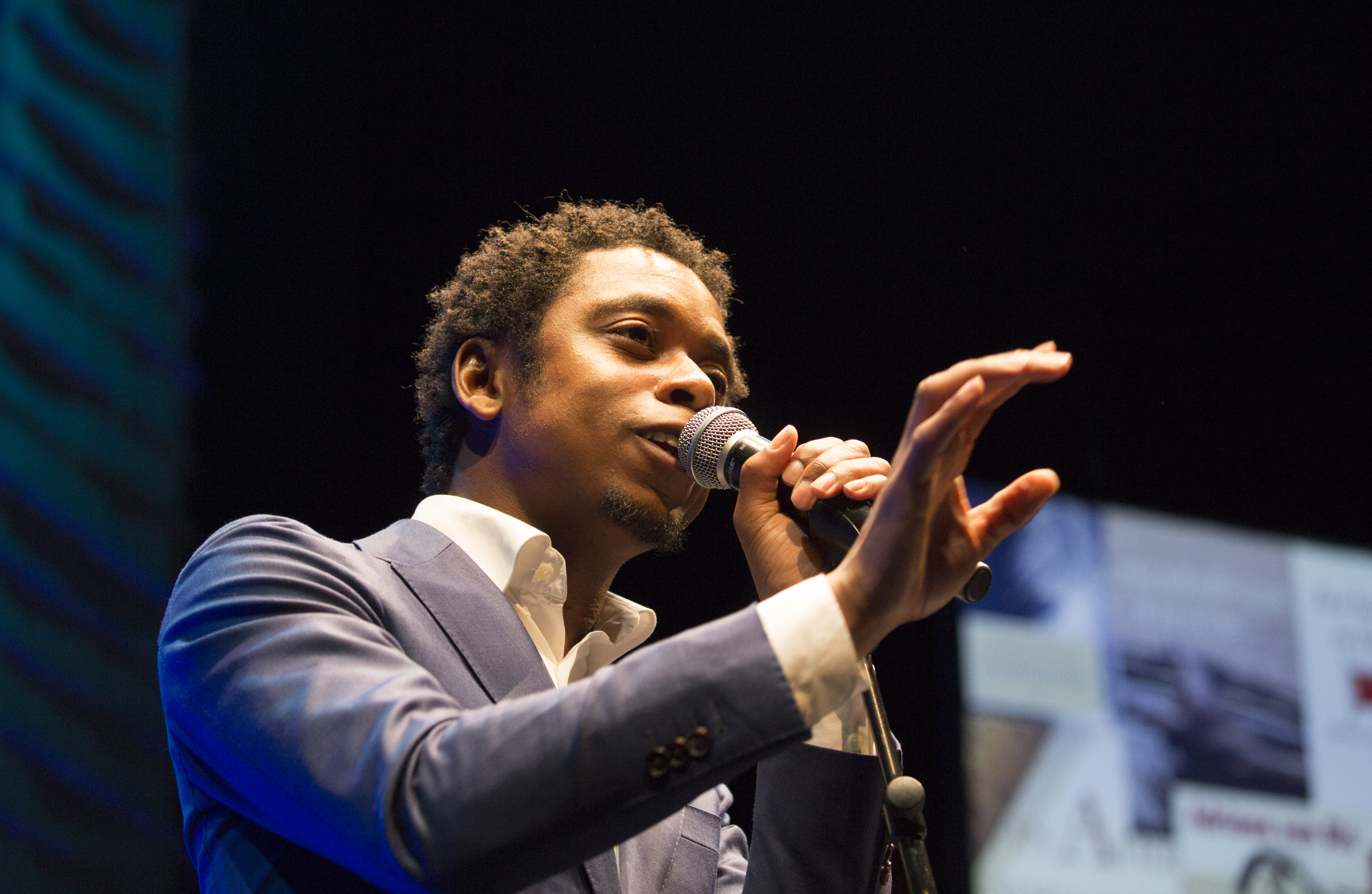
Typhoon tijdens Winternachten 2016
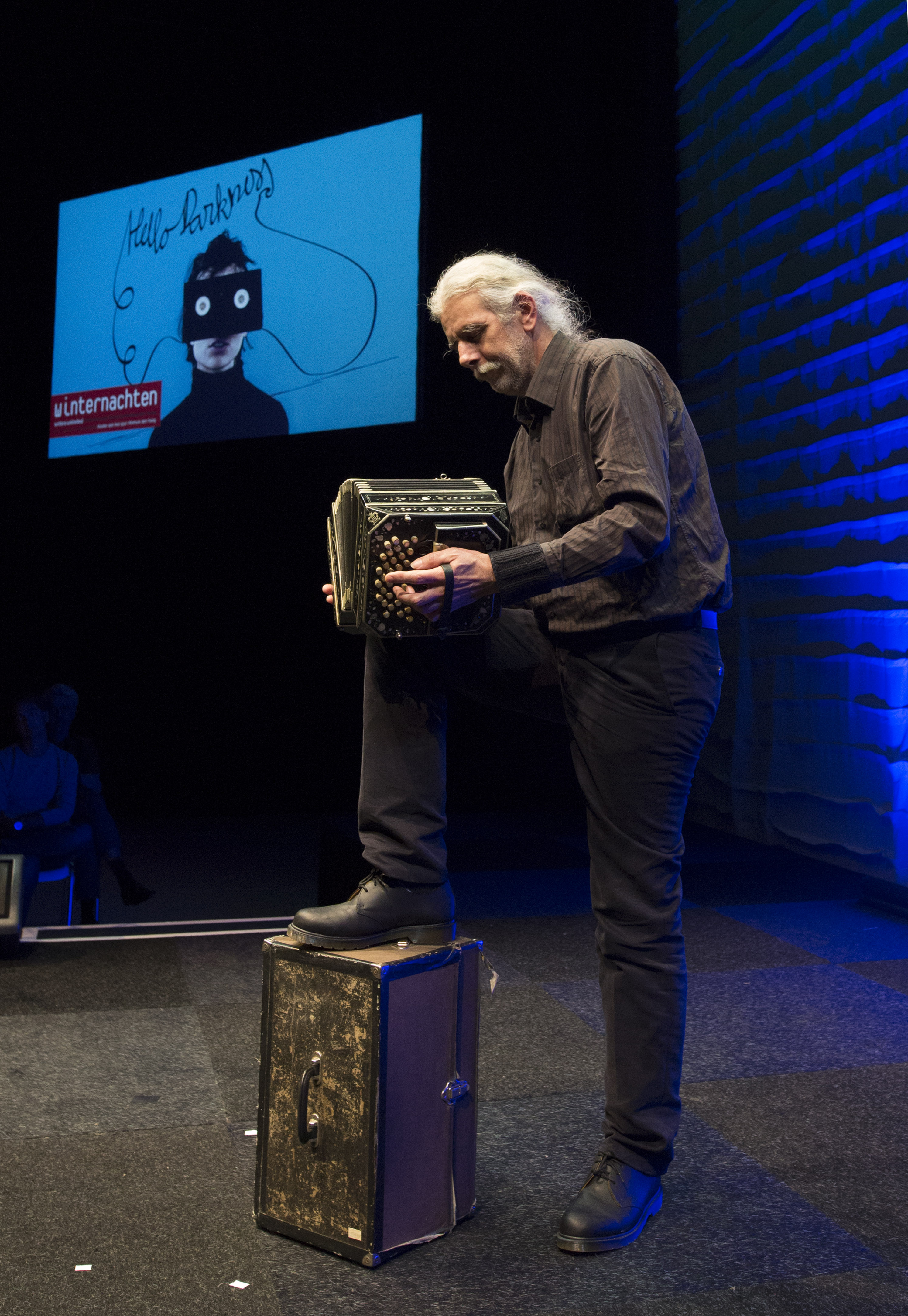
Dick van der Harst, Winternachten 2016
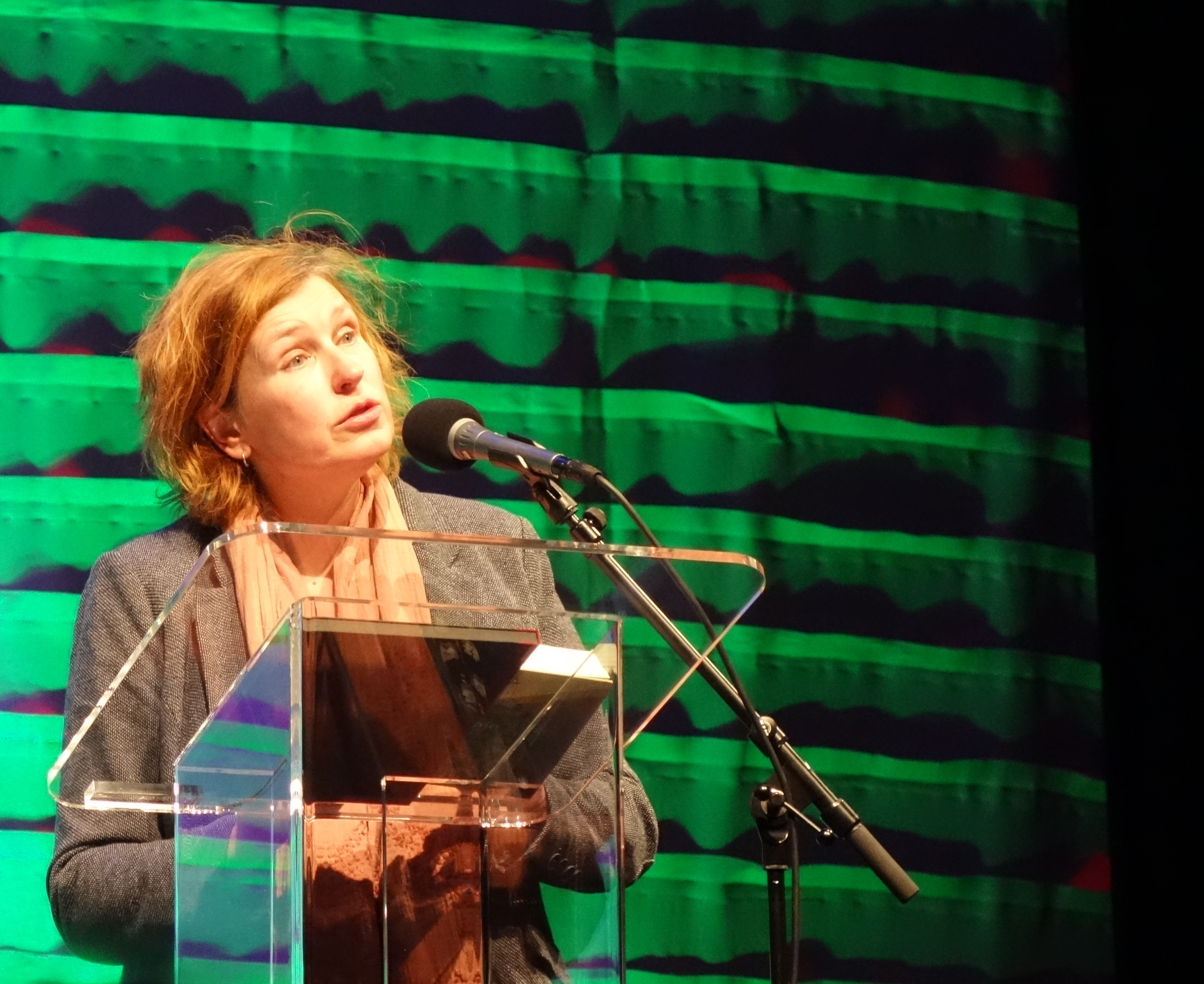
Annet Schaap, 2018
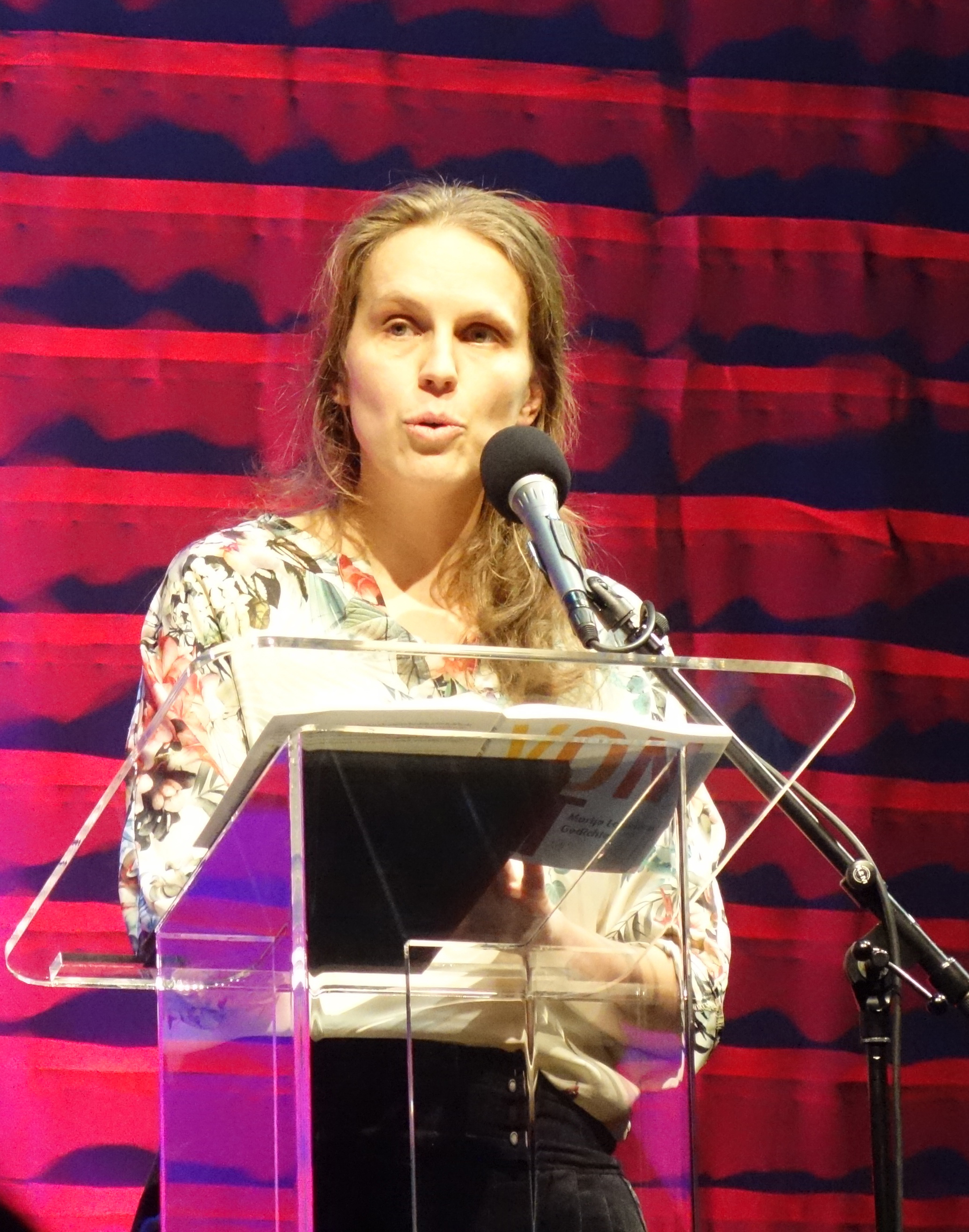
Marije Langelaar, 2018
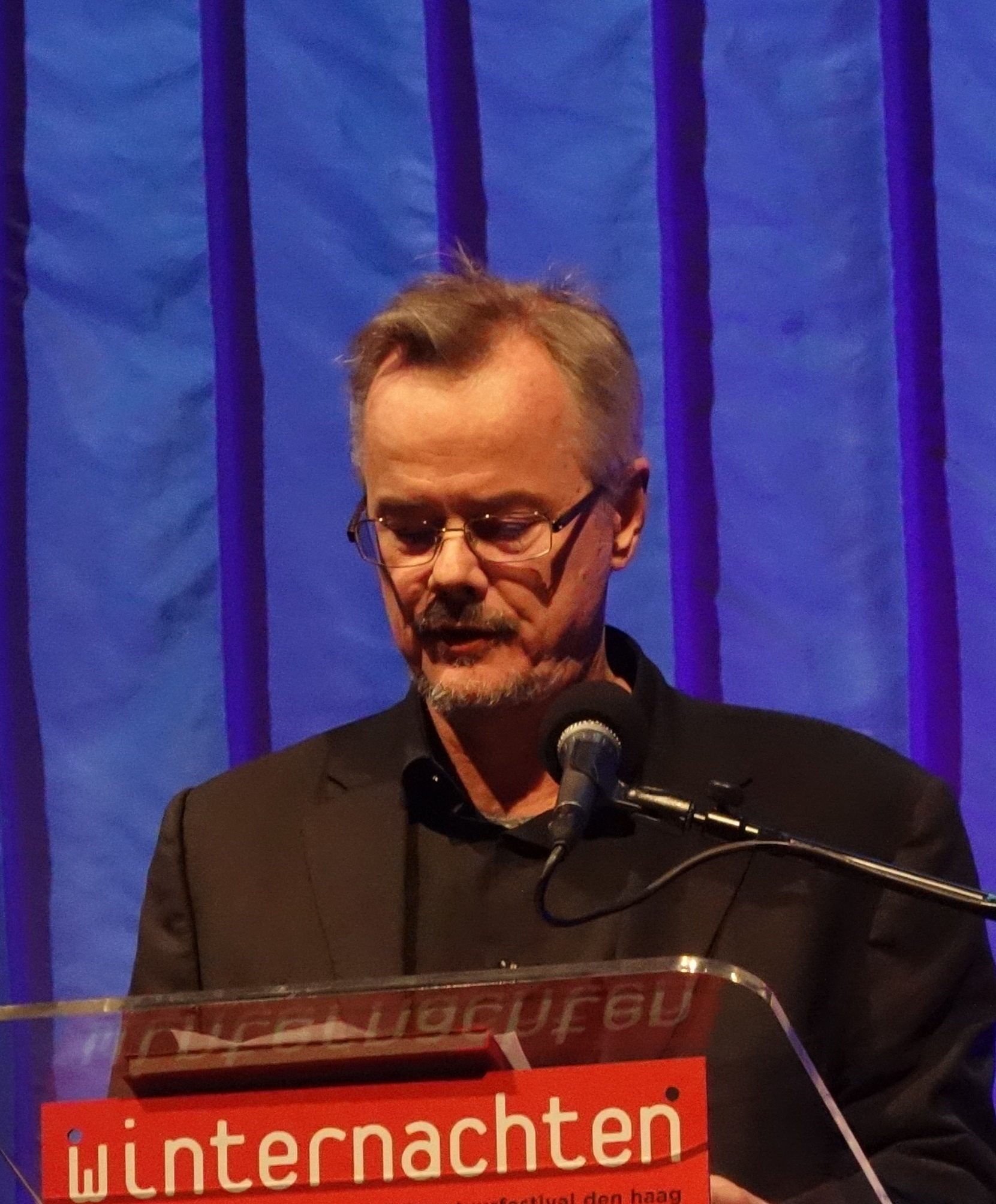
Jan van Aken, 2019
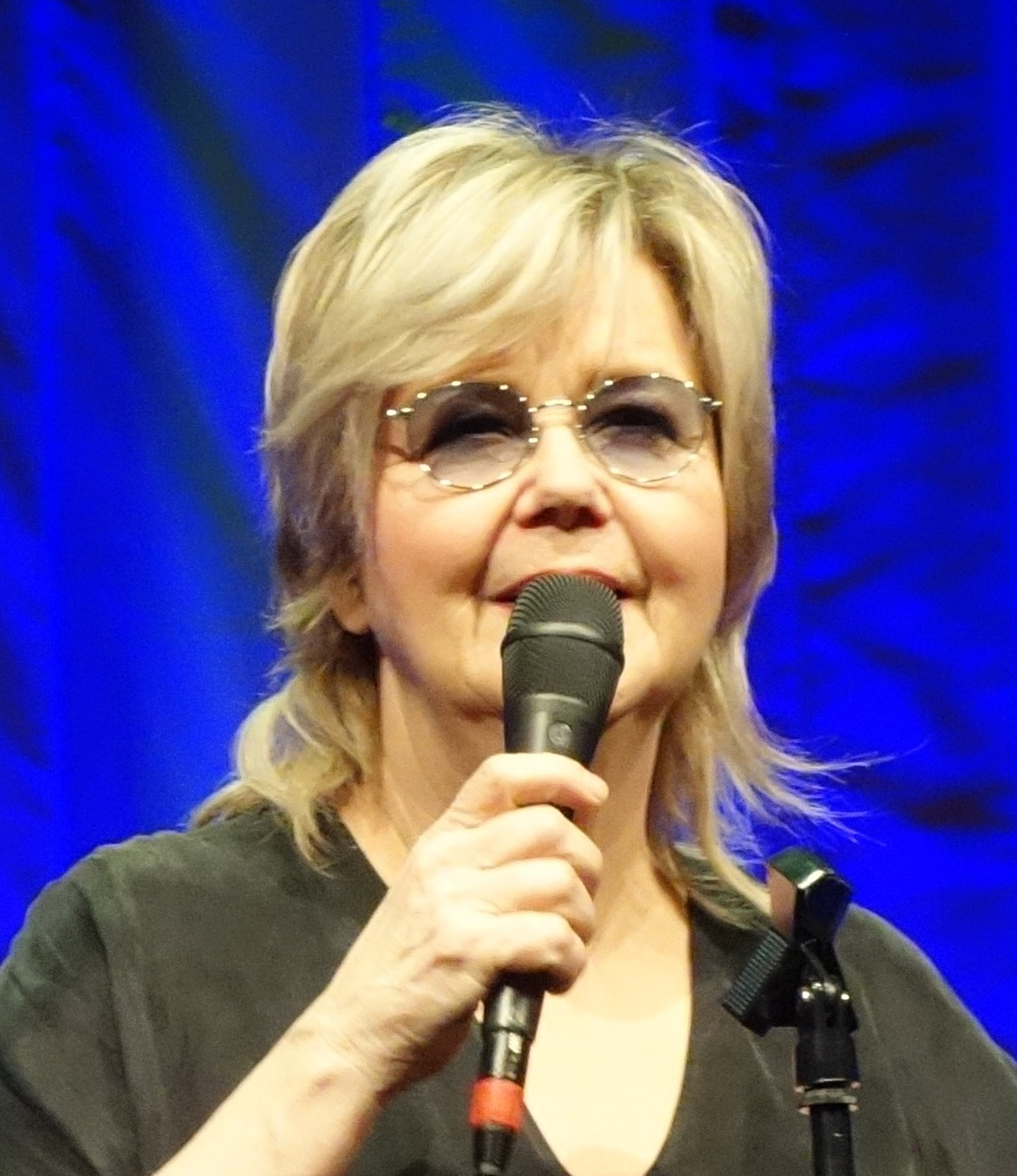
Mathilde Santing, 2019